# Сан-Лоренцо-ин-Кампо
Сан-Лоренцо-ин-Кампо (итал. San Lorenzo in Campo) — коммуна в Италии, располагается в регионе Марке, в провинции Пезаро-э-Урбино.
Население составляет 3548 человек (2008 г.), плотность населения составляет 124 чел./км². Занимает площадь 29 км². Почтовый индекс — 61047. Телефонный код — 0721.
Покровителем коммуны почитается святой Лаврентий, празднование 10 августа.

## Демография
Динамика населения:

## Администрация коммуны
- Официальный сайт: http://www.comune.sanlorenzoincampo.pu.it/